# Happy End (film din 2006)
Happy End este un film românesc din 2006, regizat de Radu Potcoavă. Rolurile principale sunt interpretate de Mircea Diaconu, Șerban Ionescu, Daniela Nane și George Alexandru.
Acest film prezintă investigarea de către un ofițer de poliție zelos (Mircea Diaconu) a morții unei eleve de liceu. Dezvăluirile a patru colegi de internat ai fetei trimit către un senator corupt (Șerban Ionescu), care se ocupă cu traficul de droguri. Fiul acestuia este cel care distribuia droguri elevilor de liceu.

## Rezumat
Într-o după-amiază de toamnă a anului 2003, un echipaj de poliție descoperă într-o zonă pustie a plajei din Eforie Nord trupul neînsuflețit al Alexandrei Jianu (Raluca Trandafir), o elevă în vârstă de 18 ani care locuia la internatul liceului. Părinții ei erau divorțați, iar mama ei, Sofia Dinu, se recăsătorise. Cauza probabilă a morții pare să fie un accident: surparea unei bucăți de faleză. Ora probabilă a producerii accidentului este apreciată de medicul legist ca fiind 16-16,30.
Locotenentul Sava (Mircea Diaconu) de la Poliția Eforie Nord începe imediat o serie de investigații pentru a afla dacă era vorba de o crimă, o sinucidere sau un accident. El nu crede în producerea unui astfel de accident și îi ordonă plutonierului Stărică să obțină cât mai multe informații despre această fată și anturajul ei.
Patru colegi de internat și prieteni apropiați ai victimei - Dana Istrate (Ana-Maria Lazăr), Nicolae „Niki” Olaru (Andrei Seușan), Andreea Stamate (Alina Grigore) și Tudor Codoi (Cătălin Paraschiv) - sunt aduși la poliție pentru a da declarații cu privire la momentul în care o văzuseră ultima oară pe Alexandra. Tinerii au firi diferite: Dana, fiica lui Toma Istrate (George Alexandru), redactor-șef al ziarului „Albatrosul”, este tipul tocilarei fără personalitate, Andreea este o fată inteligentă și foarte complicată, care scrie poezii, Niki este tânărul complexat și arogant, iar Tudor este tipul secretos, practicant de arte marțiale. Declarațiile celor patru colegi ai Alexandrei sunt însă contradictorii, locotenentul având impresia că fiecare dintre ei minte și vrea să ascundă ceva.
Pentru a-i determina să spună adevărul, Sava le spune celor patru tineri că Alexandra a murit și are nevoie de declarații adevărate pentru a putea afla ce se întâmplase cu ea. Șocați de această veste, cei patru tineri își schimbă pe rând declarațiile, oferind mai multe informații despre Alexandra. Andreea îi spune polițistului că Alexandra a trăit în vacanța de vară precedentă o poveste de dragoste cu un profesor (Dan Bădărău), ea rupându-și cu câteva zile în urmă jurnalul în care își descria relația. Tudor afirmă că el a văzut-o pe Alexandra mergând pe faleză de mână cu George „Geo” Costea (Mihai Stănescu), fiul senatorului Radu Aurel Costea (Șerban Ionescu).
Senatorul Costea este un om foarte influent în oraș, el având o relație adulteră cu medicul Carmen Istrate (Daniela Nane), mama Danei și soția lui Toma Istrate. În acea noapte, vaporul „Margarita” urma să acosteze în port. Potrivit actelor, vasul era plin cu deșeuri toxice, dar în realitate el aducea în țară o importantă cantitate de droguri (10.000 de pastile de ecstasy), afacere din care senatorul urma să obțină un profit foarte mare. Ca urmare a faptului că presa obținuse unele informații și aștepta sosirea vaporului, Costea dispune redirecționarea acestuia către portul Sulina, unde urma să fie descărcat sub supravegherea lui Manole (Constantin Cotimanis), fratele senatorului.
De la Petronius „Pampas” Crețu, un golan de etnie rromă, locotenentul Sava află că Alexandra se afla pe terasă la orele 14 și a mers împreună cu Pampas la el acasă pentru a face sex. Acolo, golanul și-a dat seama că ea consumase droguri și a dat-o afară. La întrebarea de unde a luat droguri Alexandra, Pampas a spus că Geo vindea pastile de ecstasy în discoteca Heaven. Polițistul apelează la o bandă de infractori rromi conduși de Balauru' (Ciprian Sora) pentru a-l aduce la secție pe Geo. Adus la poliție, fiul senatorului este arestat pentru deținere de droguri (după ce Stărică i le introdusese pe nesimțite în buzunar).
Senatorul și apoi Toma Istrate îl amenință pe locotenentul Sava că îl vor da afară din poliție pentru abuz de putere. Iese la iveală astfel o poveste mai veche, polițistul fiind arestat în 1982 pe când era șef de post la 2 Mai pentru că l-a ucis pe soțul amantei sale. În perioada arestului său, soția sa s-a sinucis. El a fost eliberat după doi ani și reabilitat pentru că fratele său era secretar de partid. De asemenea, fata sa, Gabriela, trăise cu un individ dubios, fără ocupație, și murise în urma unui accident.
Tudor se duce acasă la senator și îi spune că știe de afacerile dubioase ale lui, deoarece Geo se lăudase anterior față de mai multe persoane la petreceri și în discotecă. Tânărul este bătut și dat afară de oamenii senatorului. În acest timp, Niki o caută pe Dana și o găsește deprimată pe plajă. Cei doi rememorează ziua anterioară. La o petrecere la care se consumau droguri, Alexandra îl surprinsese pe Geo cu o altă fată și, geloasă, a făcut scandal. Fiul senatorului a jignit-o și i-a spus că ea nu valorează nimic fără el. Alexandra a plecat plângând și s-a dus pe faleză, unde s-a sinucis.

## Distribuție
Distribuția filmului este alcătuită din:
- Daniela Nane — Carmen Istrate
- George Alexandru — Toma Istrate
- Mircea Diaconu — Lt. Sava
- Dan Bădărău — Profesorul
- Andrei Seușan — Nicolae Olaru zis Niki
- Șerban Ionescu — Radu Aurel Costea
- Ecaterina Nazare
- Constantin Cotimanis — Manole Costea
- Mihai Stănescu — George Costea zis Geo
- Ciprian Sora — Balauru
- Alexandru Georgescu-tatal vitreg al Alexandrei
- Raluca Trandafir — Alexandra Jianu
- Cătălin Paraschiv — Tudor Codoi
- Alina Grigore — Andreea Stamate
- Ana Maria Lazăr — Dana Istrate

## Producție
Regizorul Radu Potcoavă a absolvit în anul 2001 Facultatea de Film, secția Regie de Film, din cadrul Universității Hyperion, al cărei decan era Geo Saizescu. Primul film regizat de el a fost scurt-metrajul Aceeași gară pentru doi, realizat în colaborare cu Tudor Voican. Filmul Happy End a reprezentat debutul său în lung-metraj.
Acest film a fost realizat cu sprijinul Centrului Național al Cinematografiei. El a obținut finanțarea CNC-ului în urma unui concurs organizat în anul 2004; jurul concursului a respins atunci de la finanțare scenariul filmului Moartea domnului Lăzărescu (care va obține în 2006 Premiul „Un certain regard” la Festivalul de Film de la Cannes). Happy End a fost produs de Paradox Film, cu fonduri de 850.000 lei alocate de Centrul Național al Cinematografiei.
Regizorul Radu Potcoavă a acuzat compania de producție Paradox Film că a sistat lucrările de finisare ale peliculei și a decis să lanseze pe piață un film „neterminat din punct de vedere tehnic și artistic”. El a anunțat că nu va participa la premiera filmului, care urma să aibă  loc la 1 decembrie 2006. În replică, producătorul Marius Th. Barna a afirmat că nemulțumirile regizorului sunt neîntemeiate. Premiera filmului a avut loc la 1 decembrie 2006, fără ca regizorul să fie prezent.

## Recepție
Filmul Happy End a reprezentat un eșec cinematografic, fiind vizionat de numai 906 spectatori (dintre care 768 în anul 2006 și 138 în anul 2007) în cinematografele din România, după cum atestă o situație a numărului de spectatori înregistrat de filmele românești de la data premierei și până la data de 31.12.2007 alcătuită de Centrul Național al Cinematografiei.

### Aprecieri critice
Recenziile criticilor de film au fost în majoritate negative, filmul fiind catalogat drept una dintre cele mai proaste pelicule autohtone ale anului 2006 (în opinia unor critici precum Iulia Blaga, Laurențiu Brătan, Alin Ludu Dumbravă, Mihai Fulger, Anca Grădinariu).
Criticul Tudor Caranfil nu a dat filmului nicio stea și a făcut următorul comentariu: „Pe plaja de la Eforie e descoperit cadavrul unei tinere. Primii vizați în cercetările comisarului Sava sunt patru dintre prietenii victimei dar mărturiile lor se bat cap în cap. De ce?... Polar de moravuri al cărui motor negativ e, evident, un senator traficant de ecstasy, că doar n-o să pui un instalator cap al răutăților! Ce fel de disidență ar mai fi și asta? Investigarea polițist-socială e de o dezolantă sărăcie de idei în limbaj cinematografic și de un didacticism respingător. Filmul lasă o penibilă impresie de încropeală continuă care nu dă nici o speranță.” 
Criticul de film Valerian Sava de la revista Observator Cultural a criticat filmul, numindu-l „un film polițist subartizanal, compus din replici explicativ-tautologice în cadre și secvențe amorfe, cu o distribuție în care Mircea Diaconu ne surprinde, iar Șerban Ionescu recidivează în susținerea unei stupidități: happy end-ul titular constă în faptul că sinuciderea pe înserat a unei studente nu e urmată dimineața de suicidul alteia. Film gata din decembrie 2004, dar ascuns publicului timp de doi ani, ca și alte pelicule de debut compromise de sistemul în vigoare și virate în extremis la grămadă (urmează o cascadă, după Happy End-ul programat doar trei zile la un singur cinematograf), ca să nu se bage de seamă tertipul demagogic: cât mai multe, pentru a rămâne cât mai puține șanse de consacrare în timp util a debutanților talentați.”.
Analizând acest film, ziarista Iulia Blaga a afirmat că Happy End „abundă în stângăcii și trădează lipsa și a unei viziuni, și a capacității de a lucra cu actorii, dar mai ales a unei povești și a unui scenariu ca lumea”. Scenariul filmului a fost catalogat ca „puțin original și (...) prost dezvoltat” , fiind scris de un „om în toată firea care nu are despre tinerii de azi decât informații superficiale” preluate din ziare și de la televizor  și „prelucrat de un tânăr care nu are suficientă pregătire în domeniu și care nici nu pare foarte atașat de subiect”. Rezultatul acestei colaborări este „un film la fel de monoton și de prost jucat ca o producție TV, la care spectatorul nici nu poate râde de atîta plictiseală, în care marotele așa-ziselor filme de actualitate se încurcă în picioarele unor personaje cu profiluri șubrede, lipsite de consistență și de reacții normale”.